# Regret (песня)
«Regret» (с англ. — «Сожаление») — песня британской группы New Order, выпущенная на сингле в 1993 году в преддверии альбома «Republic». Сингл занял 4-е место в британском хит-параде; в США сингл занял 1-место в танцевальном хит-параде.
Это был первый сингл группы на новом лейбле London Records после краха их собственного лейбла Factory Records. В отличие от альбома, выдержанного в электронно-танцевальном стиле, «Regret» — единственная композиция, которую всецело можно отнести к жанру рока. На песню был снят видеоклип.

## Издания

### UK CD — NUOCD1
1. «Regret» (7-inch version) — 4:07
2. «Regret» (New Order Mix) — 5:10
3. «Regret» (Fire Island Mix) — 7:15
4. «Regret» (Junior Dub Mix) — 7:44

### UK 12" — NUOX1
1. «Regret» (Fire Island Mix)" — 7:15
2. «Regret» (Junior Dub Mix)" — 7:44
3. «Regret» (Sabres Slow 'n' Low)" — 12:49
4. «Regret» (Sabres Fast 'n' Throb)" — 12:11